# Bedford Point
Bedford Point (auch französisch Pointe de Levera) ist ein Kap und der nordöstlichste Punkt der Insel Grenada. Verwaltungsmäßig gehört das Gebiet zum Quarter Saint Patrick und liegt im Gebiet des Levera National Parks.
Auf dem Kap befinden sich mehrere Anwesen. Westlich erstreckt sich die Levera Beach und nach Süden die Bathway Beach in der Grenada Bay. Im Westen erstreckt sich der Levera Pond, ein wichtiges Sumpfgebiet und Ramsar-Schutzgebiet.